# Departamento La Cocha
Das Departamento La Cocha liegt im Süden der Provinz Tucumán im Nordwesten Argentiniens und ist eine von 17 Verwaltungseinheiten der Provinz. Es grenzt im Westen und Norden an das Departamento Juan Bautista Alberdi, im Osten an das Departamento Graneros und im Süden und Westen an die Provinz Catamarca.

## Bevölkerung
Laut letzter Volkszählung hatte das Departamento La Cocha 17.683 Einwohner (INDEC, 2001). Einer Schätzung des INDEC aus dem Jahre 2005 zufolge ist die Einwohnerzahl auf 18.356 angestiegen.

## Wirtschaft
Im Departamento La Cocha dominieren landwirtschaftliche Aktivitäten, insbesondere der Anbau von Tabak und Soja.

## Städte und Gemeinden
Das Departamento La Cocha ist in folgende Gemeinden unterteilt:
- El Sacrificio
- Huasa Pampa
- La Cocha
- Rumi Punco
- San Ignacio
- San José de la Cocha
- Yánima

## Weblink
- IFAM-Bevölkerungsstatistik (spanisch)

Koordinaten: 27° 48′ S, 65° 36′ W